# Біламаля
Біламаля (кат. Vilamalla) - муніципалітет, розташований в Автономній області Каталонія, в Іспанії. Знаходиться у районі (кумарці) Ал Ампурда провінції Жирона, згідно з новою адміністративною реформою перебуватиме у складі Баґарії (округи) Жирона.

## Населення
Населення міста (у 2007 р.) становить 1.106 осіб (з них менше 14 років - 15,6%, від 15 до 64 - 74,1%, понад 65 років - 10,4%). У 2006 р. народжуваність склала 12 осіб, смертність - 4 особи, зареєстровано 3 шлюби. У 2001 р. активне населення становило 483 особи, з них безробітних - 39 осіб.

Серед осіб, які проживали на території міста у 2001 р., 623 народилися в Каталонії (з них 493 особи у тому самому районі, або кумарці), 217 осіб приїхало з інших областей Іспанії, а 40 осіб приїхало з-за кордону. 

Університетську освіту має 5% усього населення. 

У 2001 р. нараховувалося 281 домогосподарство (з них 15,7% складалися з однієї особи, 18,1% з двох осіб,27% з 3 осіб, 27,4% з 4 осіб, 5,3% з 5 осіб, 3,9% з 6 осіб, 1,4% з 7 осіб, 0,4% з 8 осіб і 0,7% з 9 і більше осіб).

Активне населення міста у 2001 р. працювало у таких сферах діяльності : у сільському господарстві - 4,3%, у промисловості - 20,5%, на будівництві - 17,1% і у сфері обслуговування - 58,1%. 

 У муніципалітеті або у власному районі (кумарці) працює 1.479 осіб, поза районом - 275 осіб.

### Безробіття
У 2007 р. нараховувалося 40 безробітних (у 2006 р. - 31 безробітний), з них чоловіки становили 30%, а жінки - 70%.

## Економіка

### Підприємства міста

#### Промислові підприємства
| \| Промислові підприємства міста, за сферою діяльності \| Промислові підприємства міста, за сферою діяльності \| Промислові підприємства міста, за сферою діяльності \| \| Рік \| 2002 р. \| 2001 р. \| \| --------------------------------------------------- \| --------------------------------------------------- \| --------------------------------------------------- \| \| Енергетичні та водні ресурси \| 0% \| 0% \| \| Хімія та метали \| 13% \| 14% \| \| Переробка металів \| 59,3% \| 56% \| \| Продукти харчування \| 9,3% \| 8% \| \| Текстиль \| 0% \| 0% \| \| Виробництво меблів, видання \| 13% \| 16% \| \| Інше \| 5,6% \| 6% \| \| Усього підприємств \| 54 \| 50 \| |         |         |
| Промислові підприємства міста, за сферою діяльності |         |         |
| Рік | 2002 р. | 2001 р. |
| Енергетичні та водні ресурси | 0%      | 0%      |
| Хімія та метали | 13%     | 14%     |
| Переробка металів | 59,3%   | 56%     |
| Продукти харчування | 9,3%    | 8%      |
| Текстиль | 0%      | 0%      |
| Виробництво меблів, видання | 13%     | 16%     |
| Інше | 5,6%    | 6%      |
| Усього підприємств | 54      | 50      |

#### Роздрібна торгівля
| \| Підприємства роздрібної торгівлі міста, за сферою діяльності \| Підприємства роздрібної торгівлі міста, за сферою діяльності \| Підприємства роздрібної торгівлі міста, за сферою діяльності \| \| Рік \| 2002 р. \| 2001 р. \| \| ------------------------------------------------------------ \| ------------------------------------------------------------ \| ------------------------------------------------------------ \| \| Продукти харчування \| 25% \| 23,7% \| \| Одяг та взуття \| 11,1% \| 10,5% \| \| Товари для дому \| 19,4% \| 21,1% \| \| Книги та періодичні видання \| 0% \| 0% \| \| Промислова хімічна продукція \| 19,4% \| 18,4% \| \| Продукція, пов'язана з транспортними засобами \| 5,6% \| 7,9% \| \| Інше \| 19,4% \| 18,4% \| \| Усього підприємств \| 36 \| 38 \| |         |         |
| Підприємства роздрібної торгівлі міста, за сферою діяльності |         |         |
| Рік | 2002 р. | 2001 р. |
| Продукти харчування | 25%     | 23,7%   |
| Одяг та взуття | 11,1%   | 10,5%   |
| Товари для дому | 19,4%   | 21,1%   |
| Книги та періодичні видання | 0%      | 0%      |
| Промислова хімічна продукція | 19,4%   | 18,4%   |
| Продукція, пов'язана з транспортними засобами | 5,6%    | 7,9%    |
| Інше | 19,4%   | 18,4%   |
| Усього підприємств | 36      | 38      |

#### Сфера послуг
| \| Підприємства міста, що працюють у сфері послуг, за діяльністю \| Підприємства міста, що працюють у сфері послуг, за діяльністю \| Підприємства міста, що працюють у сфері послуг, за діяльністю \| \| Рік \| 2002 р. \| 2001 р. \| \| ------------------------------------------------------------- \| ------------------------------------------------------------- \| ------------------------------------------------------------- \| \| Гуртова торгівля \| 39,2% \| 40,3% \| \| Готелі та готельний бізнес \| 4,8% \| 6,5% \| \| Транспорт та зв'язок \| 24% \| 22,6% \| \| Посередницькі фінансові послуги \| 0% \| 0% \| \| Послуги підприємствам \| 4% \| 3,2% \| \| Послуги фізичним особам \| 20% \| 19,4% \| \| Нерухомість та ін. \| 8% \| 8,1% \| \| Усього підприємств \| 125 \| 124 \| |         |         |
| Підприємства міста, що працюють у сфері послуг, за діяльністю |         |         |
| Рік | 2002 р. | 2001 р. |
| Гуртова торгівля | 39,2%   | 40,3%   |
| Готелі та готельний бізнес | 4,8%    | 6,5%    |
| Транспорт та зв'язок | 24%     | 22,6%   |
| Посередницькі фінансові послуги | 0%      | 0%      |
| Послуги підприємствам | 4%      | 3,2%    |
| Послуги фізичним особам | 20%     | 19,4%   |
| Нерухомість та ін. | 8%      | 8,1%    |
| Усього підприємств | 125     | 124     |

## Житловий фонд
У 2001 р. 2,8% усіх родин (домогосподарств) мали житло метражем до 59 м², 15,7% - від 60 до 89 м², 43,8% - від 90 до 119 м² і
37,7% - понад 120 м².

З усіх будівель у 2001 р. 85,8% було одноповерховими, 12,5% - двоповерховими, 1,7
% - триповерховими, 0% - чотириповерховими, 0% - п'ятиповерховими, 0% - шестиповерховими,
0% - семиповерховими, 0% - з вісьмома та більше поверхами.

## Автопарк
| \| Автомобілі, зареєстровані у місті, за призначенням \| Автомобілі, зареєстровані у місті, за призначенням \| Автомобілі, зареєстровані у місті, за призначенням \| \| Рік \| 2006 р. \| 2005 р. \| \| -------------------------------------------------- \| -------------------------------------------------- \| -------------------------------------------------- \| \| Приватні автомобілі \| 40,2% \| 39,8% \| \| Мотоцикли \| 4,8% \| 4,8% \| \| Вантажівки \| 39,3% \| 39,4% \| \| Трактори \| 4,3% \| 4,6% \| \| Автобуси та ін. \| 11,4% \| 11,5% \| \| Усього автомобілів \| 2.489 шт. \| 2.306 шт. \| |           |           |
| Автомобілі, зареєстровані у місті, за призначенням |           |           |
| Рік | 2006 р.   | 2005 р.   |
| Приватні автомобілі | 40,2%     | 39,8%     |
| Мотоцикли | 4,8%      | 4,8%      |
| Вантажівки | 39,3%     | 39,4%     |
| Трактори | 4,3%      | 4,6%      |
| Автобуси та ін. | 11,4%     | 11,5%     |
| Усього автомобілів | 2.489 шт. | 2.306 шт. |

## Вживання каталанської мови
У 2001 р. каталанську мову у місті розуміли 97,5% усього населення (у 1996 р. - 98%), вміли говорити нею 81,8% (у 1996 р. - 
86,1%), вміли читати 78,6% (у 1996 р. - 81,8%), вміли писати 54,8
% (у 1996 р. - 55%). Не розуміли каталанської мови 2,5%.

## Політичні уподобання
У виборах до Парламенту Каталонії у 2006 р. взяло участь 393 особи (у 2003 р. - 437 осіб). Голоси за політичні сили розподілилися таким чином:
| \| Вибори до Парламенту Каталонії \| Вибори до Парламенту Каталонії \| Вибори до Парламенту Каталонії \| \| Рік \| 2006 р. \| 2003 р. \| \| -------------------------------------- \| ------------------------------ \| ------------------------------ \| \| Конвергенція та Єднання (CiU) \| 41,2% \| 38,2% \| \| Соціалістична партія Каталонії (PSC) \| 21,9% \| 29,5% \| \| Народна партія (PP) \| 14,5% \| 12,1% \| \| Ініціатива за зелену Каталонію (IC) \| 6,6% \| 4,8% \| \| Республіканська лівиця Каталонії (ERC) \| 12,2% \| 14,2% \| \| Громадянська партія (C's) \| 0,8% \| 0% \| \| Інші \| 2,8% \| 1,1% \| |         |         |
| Вибори до Парламенту Каталонії |         |         |
| Рік | 2006 р. | 2003 р. |
| Конвергенція та Єднання (CiU) | 41,2%   | 38,2%   |
| Соціалістична партія Каталонії (PSC) | 21,9%   | 29,5%   |
| Народна партія (PP) | 14,5%   | 12,1%   |
| Ініціатива за зелену Каталонію (IC) | 6,6%    | 4,8%    |
| Республіканська лівиця Каталонії (ERC) | 12,2%   | 14,2%   |
| Громадянська партія (C's) | 0,8%    | 0%      |
| Інші | 2,8%    | 1,1%    |

У муніципальних виборах у 2007 р. взяло участь 678 осіб (у 2003 р. - 626 осіб). Голоси за політичні сили розподілилися таким чином:
| \| Муніципальні вибори \| Муніципальні вибори \| Муніципальні вибори \| \| Рік \| 2007 р. \| 2003 р. \| \| -------------------------------------- \| ------------------- \| ------------------- \| \| Конвергенція та Єднання (CiU) \| 63,3% \| 45,7% \| \| Соціалістична партія Каталонії (PSC) \| 36,7% \| 18,7% \| \| Народна партія (PP) \| 0% \| 0% \| \| Ініціатива за зелену Каталонію (IC) \| 0% \| 0% \| \| Республіканська лівиця Каталонії (ERC) \| 0% \| 0% \| \| Громадянська партія (C's) \| 0% \| 0% \| \| Інші \| 0% \| 35,6% \| |         |         |
| Муніципальні вибори |         |         |
| Рік | 2007 р. | 2003 р. |
| Конвергенція та Єднання (CiU) | 63,3%   | 45,7%   |
| Соціалістична партія Каталонії (PSC) | 36,7%   | 18,7%   |
| Народна партія (PP) | 0%      | 0%      |
| Ініціатива за зелену Каталонію (IC) | 0%      | 0%      |
| Республіканська лівиця Каталонії (ERC) | 0%      | 0%      |
| Громадянська партія (C's) | 0%      | 0%      |
| Інші | 0%      | 35,6%   |